# Баттистон, Патрик
Патри́к Баттисто́н (фр. Patrick Battiston; 12 марта 1957, Амневиль) — французский футболист, выступавший на позиции центрального защитника. Чемпион Европы 1984 года. Занимает третье место по количеству матчей в чемпионатах Франции среди всех полевых игроков. Сейчас Баттистон — директор центра подготовки школы клуба «Бордо».

## Карьера
Патрик Баттистон начал карьеру в молодёжном составе клуба «Таланж» в 1966 году. В 1973 году Баттистон перешёл в клуб «Мец», выступавший в Лиге 1 чемпионата Франции. За «Мец» Баттистон выступал 8 лет, дебютировал в сборной Франции, но больших побед не добился. В 1980 году Баттистон ушёл в «Сент-Этьен» и в первый же сезон выиграл с клубом чемпионат страны. Но в дальнейшем «Сент-Этьен» не смог повторить свой успех с Баттистоном в составе, дважды ограничившись финалами Кубка Франции. В 1983 году Баттистон перебрался в «Бордо». Период пребывания в «Бордо» стал для Баттистона самым удачным в карьере: он выиграл 3 чемпионата Франции и Кубок Франции. В 1989 году Баттистон перешёл в «Монако» и выиграл с этим клубом чемпионат страны, а затем, в 1991 году, завершил свою карьеру в составе «Бордо».
В составе сборной Франции Баттистон дебютировал на Олимпиаде-1976, на которой провёл 3 игры. В состав же первой сборной он был вызван на матч с Румынией, проходивший 2 февраля 1977 года, завершившийся 2:0 в пользу Франции, однако тот матч не входил в официальный реестр игр французской национальной команды, а потому дебютным матчем Баттистона в составе «трёхцветных» считается его вторая игра, со сборной ФРГ, проходившая 23 февраля. За сборную Франции Баттистон играл 10 лет, проведя 56 матчей, в 4-х из которых он был капитаном команды, и забил 3 гола. Он был участником трёх чемпионатов мира, на которых провёл в общей сложности 11 матчей, и одного чемпионата Европы, который французы выиграли.

## Инцидент с Шумахером
Самым известным эпизодом карьеры Баттистона стал эпизод, произошедший в полуфинале чемпионата мира 1982 с ФРГ. На 57-й минуте игры Баттистон получил пас на выход к воротам немцев, защищаемых Тони Шумахером. Голкипер немцев, пытаясь помешать пробить Баттистону, при выходе один на один, намеренно сбил его с ног, с разбегу обрушившись всей массой тела. Баттистон получил тяжёлую черепно-мозговую травму, у него были выбиты три зуба и серьёзно пострадал позвоночник, некоторое время он находился без сознания. Мишель Платини позже сказал, что подумал, что Баттистон умер, потому что у него не прощупывался пульс и лицо стало очень бледным.
Через 10 минут Баттистон был вынесен с поля на носилках, а Шумахер даже не получил жёлтую карточку. В больнице Баттистону был поставлен диагноз — перелом шейных позвонков и травма челюсти с потерей ряда зубов.
После игры Шумахер, узнав про потерю зубов, сказал, что «если это всё, что с ним не так, то он оплатит ему новые коронки». Позже Шумахер лично принёс Баттистону извинения, и француз их принял, хотя подчеркнул, что не понимает мотивов такого поведения Шумахера.
Баттистон довольно быстро восстановился, впервые сыграв в официальном матче за клуб в конце сентября, а уже через 4 месяца после инцидента вновь сыграл за сборную в товарищеской игре против сборной Нидерландов, отметившись забитым мячом. На следующем чемпионате мира, спустя 4 года, пути сборных Франции и ФРГ снова сошлись в полуфинале, в составах которых вышли и Баттистон с Шумахером, до этого пересекавшиеся также в товарищеском матче в рамках подготовки к чемпионату Европы-1984.

## Достижения
- Чемпион Франции: 1981, 1984, 1985, 1987, 1988
- Чемпион Европы: 1984
- Обладатель Кубка Франции: 1986